# 상투메 프린시페 축구 국가대표팀
상투메 프린시페 축구 국가대표팀(포르투갈어: Seleção São-Tomense de Futebol)은 상투메 프린시페를 대표하는 축구 국가대표팀으로 상투메 프린시페 축구 연맹에서 관리한다. 아프리카 축구 최약체로 평가받는 팀들 가운데 하나로 1976년 6월 29일 차드를 상대로 국제 A매치 첫 경기를 치렀다. "매와 앵무새(Seleção dos Falcões e Papagaios)"라는 별칭으로 알려져 있으며 현재 7월 12일 스타디움을 홈 구장으로 사용하고 있다.

## 국제 대회 경력

### FIFA 월드컵
현재까지 월드컵 본선 경험은 전무하며 통산 월드컵 지역 예선 10경기에서 2승 1무 7패를 기록 중이다. 그리고 득점은 단 5점에 불과하며 내준 골은 25점에 달한다.

### 아프리카 네이션스컵
월드컵과 마찬가지로 아프리카 네이션스컵 본선 경험도 전무하며 통산 아프리카 네이션스컵 예선 20경기에서 3승 2무 15패를 기록하고 있다. 그리고 득점은 13점으로 월드컵 지역 예선보다 8점을 더 냈지만 실점도 52점으로 월드컵 지역 예선보다 27골을 더 내주었다.

## FIFA 월드컵 (본선)
| 년도   | 결과      | 순위      | 경기      | 승        | 무*       | 패        | 득점      | 실점      | 승점      |
| ------ | --------- | --------- | --------- | --------- | --------- | --------- | --------- | --------- | --------- |
| 1930년 | 독립 이전 | 독립 이전 | 독립 이전 | 독립 이전 | 독립 이전 | 독립 이전 | 독립 이전 | 독립 이전 | 독립 이전 |
| 1934년 | 독립 이전 | 독립 이전 | 독립 이전 | 독립 이전 | 독립 이전 | 독립 이전 | 독립 이전 | 독립 이전 | 독립 이전 |
| 1938년 | 독립 이전 | 독립 이전 | 독립 이전 | 독립 이전 | 독립 이전 | 독립 이전 | 독립 이전 | 독립 이전 | 독립 이전 |
| 1950년 | 독립 이전 | 독립 이전 | 독립 이전 | 독립 이전 | 독립 이전 | 독립 이전 | 독립 이전 | 독립 이전 | 독립 이전 |
| 1954년 | 독립 이전 | 독립 이전 | 독립 이전 | 독립 이전 | 독립 이전 | 독립 이전 | 독립 이전 | 독립 이전 | 독립 이전 |
| 1958년 | 독립 이전 | 독립 이전 | 독립 이전 | 독립 이전 | 독립 이전 | 독립 이전 | 독립 이전 | 독립 이전 | 독립 이전 |
| 1962년 | 독립 이전 | 독립 이전 | 독립 이전 | 독립 이전 | 독립 이전 | 독립 이전 | 독립 이전 | 독립 이전 | 독립 이전 |
| 1966년 | 독립 이전 | 독립 이전 | 독립 이전 | 독립 이전 | 독립 이전 | 독립 이전 | 독립 이전 | 독립 이전 | 독립 이전 |
| 1970년 | 독립 이전 | 독립 이전 | 독립 이전 | 독립 이전 | 독립 이전 | 독립 이전 | 독립 이전 | 독립 이전 | 독립 이전 |
| 1974년 | 독립 이전 | 독립 이전 | 독립 이전 | 독립 이전 | 독립 이전 | 독립 이전 | 독립 이전 | 독립 이전 | 독립 이전 |
| 1978년 | 비회원국  | 비회원국  | 비회원국  | 비회원국  | 비회원국  | 비회원국  | 비회원국  | 비회원국  | 비회원국  |
| 1982년 | 비회원국  | 비회원국  | 비회원국  | 비회원국  | 비회원국  | 비회원국  | 비회원국  | 비회원국  | 비회원국  |
| 1986년 | 비회원국  | 비회원국  | 비회원국  | 비회원국  | 비회원국  | 비회원국  | 비회원국  | 비회원국  | 비회원국  |
| 1990년 | 불참      | 불참      | 불참      | 불참      | 불참      | 불참      | 불참      | 불참      | 불참      |
| 1994년 | 기권      | 기권      | 기권      | 기권      | 기권      | 기권      | 기권      | 기권      | 기권      |
| 1998년 | 불참      | 불참      | 불참      | 불참      | 불참      | 불참      | 불참      | 불참      | 불참      |
| 2002년 | 예선 탈락 | 예선 탈락 | 예선 탈락 | 예선 탈락 | 예선 탈락 | 예선 탈락 | 예선 탈락 | 예선 탈락 | 예선 탈락 |
| 2006년 | 예선 탈락 | 예선 탈락 | 예선 탈락 | 예선 탈락 | 예선 탈락 | 예선 탈락 | 예선 탈락 | 예선 탈락 | 예선 탈락 |
| 2010년 | 기권      | 기권      | 기권      | 기권      | 기권      | 기권      | 기권      | 기권      | 기권      |
| 2014년 | 예선 탈락 | 예선 탈락 | 예선 탈락 | 예선 탈락 | 예선 탈락 | 예선 탈락 | 예선 탈락 | 예선 탈락 | 예선 탈락 |
| 2018년 | 예선 탈락 | 예선 탈락 | 예선 탈락 | 예선 탈락 | 예선 탈락 | 예선 탈락 | 예선 탈락 | 예선 탈락 | 예선 탈락 |
| 2022년 | 예선 탈락 | 예선 탈락 | 예선 탈락 | 예선 탈락 | 예선 탈락 | 예선 탈락 | 예선 탈락 | 예선 탈락 | 예선 탈락 |
| 합계   |           |           |           |           |           |           |           |           |           |

### FIFA 월드컵 (예선)
| 1930년 | 독립 이전                                     | 독립 이전                                     | 독립 이전                                     | 독립 이전                                     | 독립 이전                                     | 독립 이전                                     | 독립 이전                                     |                                               |                                               |
| 1934년 | 독립 이전                                     | 독립 이전                                     | 독립 이전                                     | 독립 이전                                     | 독립 이전                                     | 독립 이전                                     | 독립 이전                                     |                                               |                                               |
| 1938년 | 독립 이전                                     | 독립 이전                                     | 독립 이전                                     | 독립 이전                                     | 독립 이전                                     | 독립 이전                                     | 독립 이전                                     |                                               |                                               |
| 1950년 | 독립 이전                                     | 독립 이전                                     | 독립 이전                                     | 독립 이전                                     | 독립 이전                                     | 독립 이전                                     | 독립 이전                                     |                                               |                                               |
| 1954년 | 독립 이전                                     | 독립 이전                                     | 독립 이전                                     | 독립 이전                                     | 독립 이전                                     | 독립 이전                                     | 독립 이전                                     |                                               |                                               |
| 1958년 | 독립 이전                                     | 독립 이전                                     | 독립 이전                                     | 독립 이전                                     | 독립 이전                                     | 독립 이전                                     | 독립 이전                                     |                                               |                                               |
| 1962년 | 독립 이전                                     | 독립 이전                                     | 독립 이전                                     | 독립 이전                                     | 독립 이전                                     | 독립 이전                                     | 독립 이전                                     |                                               |                                               |
| 1966년 | 독립 이전                                     | 독립 이전                                     | 독립 이전                                     | 독립 이전                                     | 독립 이전                                     | 독립 이전                                     | 독립 이전                                     |                                               |                                               |
| 1970년 | 독립 이전                                     | 독립 이전                                     | 독립 이전                                     | 독립 이전                                     | 독립 이전                                     | 독립 이전                                     | 독립 이전                                     |                                               |                                               |
| 1974년 | 독립 이전                                     | 독립 이전                                     | 독립 이전                                     | 독립 이전                                     | 독립 이전                                     | 독립 이전                                     | 독립 이전                                     |                                               |                                               |
| 1978년 | 비회원국                                      | 비회원국                                      | 비회원국                                      | 비회원국                                      | 비회원국                                      | 비회원국                                      | 비회원국                                      |                                               |                                               |
| 1982년 | 비회원국                                      | 비회원국                                      | 비회원국                                      | 비회원국                                      | 비회원국                                      | 비회원국                                      | 비회원국                                      |                                               |                                               |
| 1986년 | 비회원국                                      | 비회원국                                      | 비회원국                                      | 비회원국                                      | 비회원국                                      | 비회원국                                      | 비회원국                                      |                                               |                                               |
| 1990년 | 불참                                          | 불참                                          | 불참                                          | 불참                                          | 불참                                          | 불참                                          | 불참                                          |                                               |                                               |
| 1994년 | 기권                                          | 기권                                          | 기권                                          | 기권                                          | 기권                                          | 기권                                          | 기권                                          |                                               |                                               |
| 1998년 | 불참                                          | 불참                                          | 불참                                          | 불참                                          | 불참                                          | 불참                                          | 불참                                          |                                               |                                               |
| 2002년 | 2                                             | 1                                             | 0                                             | 1                                             | 2                                             | 4                                             | 3                                             |                                               |                                               |
| 2006년 | 2                                             | 0                                             | 0                                             | 2                                             | 0                                             | 9                                             | 0                                             |                                               |                                               |
| 2010년 | 기권                                          | 기권                                          | 기권                                          | 기권                                          | 기권                                          | 기권                                          | 기권                                          |                                               |                                               |
| 2014년 | 2                                             | 0                                             | 1                                             | 1                                             | 1                                             | 6                                             | 1                                             |                                               |                                               |
| 2018년 | 2                                             | 1                                             | 0                                             | 1                                             | 1                                             | 3                                             | 3                                             |                                               |                                               |
| 2022년 | 2                                             | 0                                             | 0                                             | 2                                             | 1                                             | 3                                             | 0                                             |                                               |                                               |
| 합계   | 10                                            | 2                                             | 1                                             | 7                                             | 5                                             | 25                                            | 7                                             |                                               |                                               |
| 순위   | 월드컵 예선 승점 순위 : 191위 (아프리카 46위) | 월드컵 예선 승점 순위 : 191위 (아프리카 46위) | 월드컵 예선 승점 순위 : 191위 (아프리카 46위) | 월드컵 예선 승점 순위 : 191위 (아프리카 46위) | 월드컵 예선 승점 순위 : 191위 (아프리카 46위) | 월드컵 예선 승점 순위 : 191위 (아프리카 46위) | 월드컵 예선 승점 순위 : 191위 (아프리카 46위) | 월드컵 예선 승점 순위 : 191위 (아프리카 46위) | 월드컵 예선 승점 순위 : 191위 (아프리카 46위) |

## 아프리카 네이션스컵
- 1978년 ~ 1986년 - 불참
- 1988년 ~ 1998년 - 불참
- 2000년 ~ 2002년 - 예선 탈락
- 2004년 - 기권
- 2006년 - 예선 탈락
- 2008년 - 불참
- 2010년 - 기권
- 2012년 - 불참
- 2013년 ~ 2021년 - 예선 탈락

### 아프리카 네이션스컵 (예선)
| 1957년 | 독립 이전 | 독립 이전 | 독립 이전 | 독립 이전 | 독립 이전 | 독립 이전 | 독립 이전 |      |      |
| 1959년 | 독립 이전 | 독립 이전 | 독립 이전 | 독립 이전 | 독립 이전 | 독립 이전 | 독립 이전 |      |      |
| 1962년 | 독립 이전 | 독립 이전 | 독립 이전 | 독립 이전 | 독립 이전 | 독립 이전 | 독립 이전 |      |      |
| 1963년 | 독립 이전 | 독립 이전 | 독립 이전 | 독립 이전 | 독립 이전 | 독립 이전 | 독립 이전 |      |      |
| 1965년 | 독립 이전 | 독립 이전 | 독립 이전 | 독립 이전 | 독립 이전 | 독립 이전 | 독립 이전 |      |      |
| 1968년 | 독립 이전 | 독립 이전 | 독립 이전 | 독립 이전 | 독립 이전 | 독립 이전 | 독립 이전 |      |      |
| 1970년 | 독립 이전 | 독립 이전 | 독립 이전 | 독립 이전 | 독립 이전 | 독립 이전 | 독립 이전 |      |      |
| 1972년 | 독립 이전 | 독립 이전 | 독립 이전 | 독립 이전 | 독립 이전 | 독립 이전 | 독립 이전 |      |      |
| 1974년 | 독립 이전 | 독립 이전 | 독립 이전 | 독립 이전 | 독립 이전 | 독립 이전 | 독립 이전 |      |      |
| 1976년 | 없음      | 없음      | 없음      | 없음      | 없음      | 없음      | 없음      | 없음 | 없음 |
| 1978년 | 비회원국  | 비회원국  | 비회원국  | 비회원국  | 비회원국  | 비회원국  | 비회원국  |      |      |
| 1980년 | 비회원국  | 비회원국  | 비회원국  | 비회원국  | 비회원국  | 비회원국  | 비회원국  |      |      |
| 1982년 | 비회원국  | 비회원국  | 비회원국  | 비회원국  | 비회원국  | 비회원국  | 비회원국  |      |      |
| 1984년 | 비회원국  | 비회원국  | 비회원국  | 비회원국  | 비회원국  | 비회원국  | 비회원국  |      |      |
| 1986년 | 비회원국  | 비회원국  | 비회원국  | 비회원국  | 비회원국  | 비회원국  | 비회원국  |      |      |
| 1988년 | 불참      | 불참      | 불참      | 불참      | 불참      | 불참      | 불참      |      |      |
| 1990년 | 불참      | 불참      | 불참      | 불참      | 불참      | 불참      | 불참      |      |      |
| 1992년 | 불참      | 불참      | 불참      | 불참      | 불참      | 불참      | 불참      |      |      |
| 1994년 | 불참      | 불참      | 불참      | 불참      | 불참      | 불참      | 불참      |      |      |
| 1996년 | 불참      | 불참      | 불참      | 불참      | 불참      | 불참      | 불참      |      |      |
| 1998년 | 불참      | 불참      | 불참      | 불참      | 불참      | 불참      | 불참      |      |      |
| 2000년 | 2         | 0         | 0         | 2         | 0         | 6         | 0         |      |      |
| 2002년 | 2         | 0         | 1         | 1         | 2         | 5         | 1         |      |      |
| 2004년 | 기권      | 기권      | 기권      | 기권      | 기권      | 기권      | 기권      |      |      |
| 2006년 | 2         | 0         | 0         | 2         | 0         | 9         | 0         |      |      |
| 2008년 | 불참      | 불참      | 불참      | 불참      | 불참      | 불참      | 불참      |      |      |
| 2010년 | 기권      | 기권      | 기권      | 기권      | 기권      | 기권      | 기권      |      |      |
| 2012년 | 불참      | 불참      | 불참      | 불참      | 불참      | 불참      | 불참      |      |      |
| 2013년 | 4         | 2         | 1         | 1         | 5         | 5         | 7         |      |      |
| 2015년 | 2         | 0         | 0         | 2         | 0         | 4         | 0         |      |      |
| 2017년 | 6         | 1         | 0         | 5         | 4         | 19        | 3         |      |      |
| 2019년 | 2         | 0         | 0         | 2         | 2         | 4         | 0         |      |      |
| 2021년 | 6         | 0         | 0         | 6         | 3         | 16        | 0         |      |      |
| 합계   | 26        | 3         | 2         | 21        | 16        | 68        | 11        |      |      |

## 주요 선수
- 이보나우두
- 주아지페우 수아레스
- 루이스 레알
- 주제 다 시우바